# Alfred Simón Colomina
Alfred Simón Colomina SJ, (hiszp.) Alfredo Simón Colomina (ur. 18 marca 1877 w Walencji, zm. 29 listopada 1936 pod Walencją) – hiszpański błogosławiony Kościoła katolickiego, prezbiter, ofiara prześladowań antykatolickich, męczennik.

## Życiorys
W 1895 roku wstąpił do Towarzystwa Jezusowego i tam otrzymał święcenia kapłańskie. Pełnił obowiązki rektora Kolegium Świętego Józefa w Walencji do czasu jego zniszczenia przez rewolucjonistów. Po wydaniu przez rząd republikański dekretu delegalizującego zakon jezuitów pozostał w kraju i realizując swoje powołanie pełnił posługę kapłańską wśród wiernych. Dla apostolatu Alfreda Simóna Colominy charakterystyczne było zaangażowanie w Eucharystię. Dwukrotnie był aresztowany po rozpoznaniu jego stanu zakonnego i więziony. Również w niewoli prowadził dla współwięźniów modlitwy i sakrament pokuty i pojednania. Rozstrzelany przez republikanów w czasie wojny domowej w Hiszpanii. Uznany został przez Kościół rzymskokatolicki za ofiarę nienawiści do wiary (łac. odium fidei).
11 marca 2001 roku został beatyfikowany w grupie Józef Aparicio Sanz i 232 towarzyszy przez papieża Jana Pawła II. Uroczystość beatyfikacji miała miejsce na placu Świętego Piotra w Watykanie.
W Kościele katolickim wspominany w dies natalis (29 listopada) i 22 września razem z grupą męczenników w archidiecezji walenckiej. Relikwie po translacji dokonanej 25 marca 1940 roku spoczywają w Residencia Sagrado Corazón (Walencja).